# NGC 926
NGC 926 ist eine Balken-Spiralgalaxie mit aktivem Galaxienkern vom Hubble-Typ SBbc im Sternbild Walfisch südlich der Ekliptik. Sie ist schätzungsweise 286 Millionen Lichtjahre von der Milchstraße entfernt und hat einen Durchmesser von etwa 150.000 Lj.

Im selben Himmelsareal befinden sich die Galaxien NGC 934 und NGC 936.
Das Objekt wurde im Jahr 1876 von dem Astronomen Ernst Wilhelm Leberecht Tempel mithilfe eines 28,3-cm-Teleskops entdeckt.